# Da Wu
Da Wu (大戊; Dà Wù) eller Tai Wu (太戊; Tài Wù) var en kinesisk kung över den forna Shangdynastin. Da Wu regerade under 75 år, från slutet av 1400-talet f.Kr. till början av 1300-talet f.Kr. I orakelbensskrifterna titulerades han Da Wu medan han däremot i Bambuannalerna och Shiji titulerades Tai Wu. Hans personnamn var Mi (密).
Da Wu var son till kung Da Geng. Enligt Shiji efterträdde Da Wu sin avlidna bror Lü Ji, men enligt orakelbensskrifterna efterträdde han sin farbror Xiao Jia. Da Wu hade tre söner som alla blev efterföljande regenter, Zhong Ding, Bu Ren och He Dan Jia. Enligt orakelbensskrifterna var He Dan Jia son till Zhong Ding. Det råder tveksamheter mellan källorna kring Da Wus familjeförhållanden och tronföljden.
Da Wu styrde landet från Bo (亳), och tillsatte Yi Zhi (伊陟) som premiärminister. Yi Zhi avgick senare efter att Da Wu beskyllt honom för att vara illojal.
Under sitt 75:e år som regent avled Da Wu. Efter sin död efterträddes Da Wu enligt Shiji och Bambuannalerna av sin son Zhong Ding, och enligt orakelbensskrifterna efterträddes han av sin bror Lü Ji. Da Wu tillhörde Shangdynastins fem första regenterna i den raka släktlinjen som senare benämndes ’Större förfäder’ (大示). Detta gav honom den högsta statusen hos sina ättlingar som utövade stor förfädersdyrkan.